# The Force (Kool & the Gang)
The Force  è il dodicesimo album dei Kool & the Gang, uscito nel 1977.

## Tracce
1. A Place In Space – 4:49
2. Slick Superchick – 4:05
3. Just Be True – 4:21
4. The Force – 4:26
5. Mighty, Mighty High – 6:51
6. Oasis – 6:06
7. Life's a Song – 2:58
8. Free – 2:11

## Formazione

### Gruppo
- Ronald Bell – voce, tastiere, clavinet, sintetizzatore ARP, percussioni, sassofono contralto, sassofono soprano, sassofono tenore, flauto contralto
- Kevin Lassiter – voce, tastiere, clavinet, Minimoog, percussioni
- George Brown – voce, tastiere, clavinet, batteria, percussioni
- Dennis Thomas – voce, tastiere, congas, percussioni, sassofono contralto
- Claydes Smith – voce, chitarra acustica, chitarra elettrica, percussioni
- Robert Kool Bell – voce, basso, percussioni
- Otha Nash – voce, tromboni a valvole e  a slide, tuba, percussioni
- Robert Mickens – voce, tromba, flicorno, percussioni

#### Altri musicisti
- Jimmy J. Jordan – effetti speciali
- Donal Boyce – voce (tracce 1, 4)
- Cynthia Huggins – voce solista (traccia 6)
- Renee Connel, Cynthia Huggins, Joan Motley e Beverly Owens - voci femminili
- Arthur Capehart – tromba (7)
- MFSB (arrangiati da John Davis) - archi (tracce 6, 7)